# Carditidae
Carditidae zijn een familie van tweekleppigen uit de orde Carditida.

## Onderfamilies en geslachten
- Arcturellina Chavan, 1951
- Bathycardita Iredale, 1924
- Beguina Röding, 1798
- Cardiocardita Anton, 1838
- Cardita Bruguière, 1792
- Carditamera Conrad, 1838

- Carditamerinae Chavan, 1969
  - Carditella E. A. Smith, 1881
  - Carditellopsis Iredale, 1936
  - Cardites Link, 1807
- Carditesinae Chavan, 1969
- Carditinae Férussac, 1822
  - Centrocardita Sacco, 1899
  - Choniocardia Cossman, 1904
  - Coripia de Gregorio, 1885
  - Cyclocardia Conrad, 1867
  - Glans Megerle von Mühlfeld, 1811
  - Glyptoactis Stewart, 1930
  - Lazariella Sacco, 1899
  - Megacardita Sacco, 1899
  - Milneria Dall, 1881
- Miodomeridinae Chavan, 1969
  - Miodontiscus Dall, 1903
  - Pleuromeris Conrad, 1867
  - Powellina M. Huber, 2010
  - Pteromeris Conrad, 1862
  - Purpurocardia Maxwell, 1969
  - Strophocardia Olsson, 1961
  - Thecalia H. Adams & A. Adams, 1857
- Thecaliinae Dall, 1903
  - Venericardia Lamarck, 1801 †
- Venericardiinae Chavan, 1969
  - Vimentum Iredale, 1925